# Petyr Krumow
Petyr Petrow Krumow (bułg. Петър Петров Крумов; ur. 18 września 1941 w Sofii) – bułgarski zapaśnik walczący w stylu klasycznym. Olimpijczyk z Meksyku 1968, gdzie zajął szóste miejsce w kategorii 87 kg.
Mistrz świata w 1969; drugi w 1970; czwarty w 1966; szósty w 1965. Wicemistrz Europy w 1968 roku.